# EL/M-2106

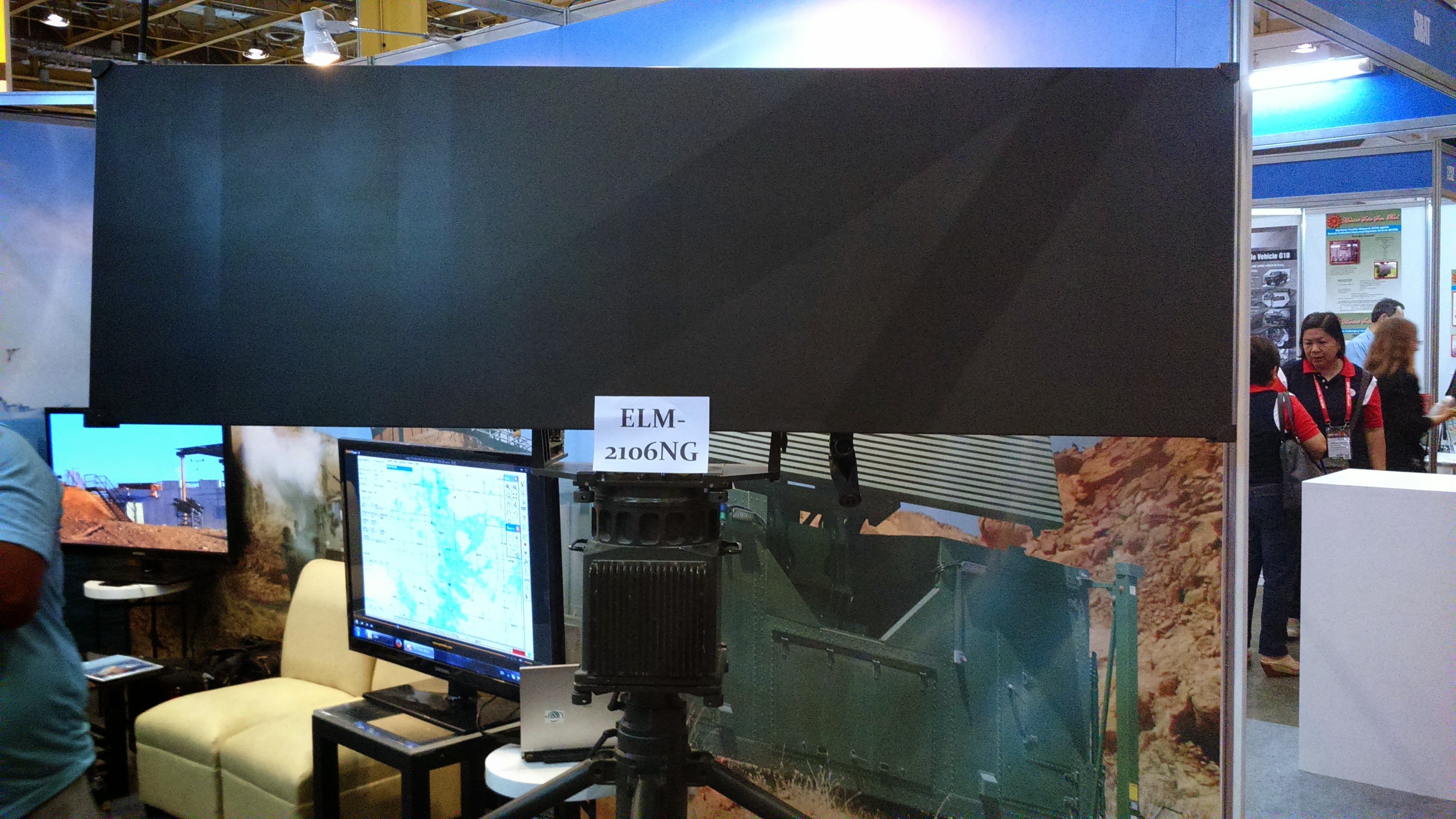
Муляж РЛС EL/M-2106NG

EL/M-2106 ATAR (Advanced Tactical Acquisition Radar) —  полупроводниковая трёхкоординатная РЛС средней дальности диапазона L с активной фазированной решеткой (АФАР) по углу места. Радар обнаруживает большое разнообразие целей с низкой ЭПР, в том числе низкоскоростные и беспилотные.
РЛС может сопровождать до 500 целей одновременно, имеет сектор обзора по азимуту 360°, всепогодный в любое время суток, включает в себя современные электронные контр-контрмеры для работы в условиях плотной РЭБ противника.
Это хорошо зарекомендовавшая себя конструкция, способная работать в неблагоприятных условиях. Дальность обнаружения истребителя составляет 70-110 км. Может обнаруживать зависшие вертолёты на дальностях до 40 км и БПЛА на 40-60 км.
Используется в системе ПВО «Спайдер».

## Тактико-технические характеристики
- Тип установки
  - Стационарная, на грунте или на вышке
  - Подвижная, на транспортёре
- Дальность обнаружения:
  - Максимальная — 180 км
  - Истребитель — 70-110 км
  - Зависший вертолёт — 40 км
  - Беслилотный аппарат — 40-60 км
- Точность определения координат:
  - По дальности — 30 м
  - По азимуту — 0,5°
  - По углу места — 1,0°
- Сектор обзора
  - По углу места — 60°
- Селекция радиальной по скорости: > 10 м/с
- Пиковая мощность: 1,6 кВт
- Диапазон: L